# Wysalanie
Wysalanie – zmniejszenie rozpuszczalności substancji rozproszonej (gazu lub ciała stałego) w roztworze na skutek dodania elektrolitu ulegającego w danym rozpuszczalniku dysocjacji.
Zjawisko to polega na solwatacji kationów i anionów dodanego elektrolitu przez cząstki polarnego rozpuszczalnika oraz zmniejszeniu liczby cząsteczek rozpuszczalnika mogących oddziaływać z fazą rozpraszaną.
Specjalnym rodzajem reakcji wysalania jest koagulacja zoli liofilowych pod wpływem elektrolitów zwana inaczej wysalaniem białek.